# 平野浩
平野 浩（ひらの ひろし、1959年9月19日 - ）は、日本の政治学者。学習院大学法学部教授。専門は政治心理学、計量政治学。

## 略歴
大阪府生まれ。神奈川県立湘南高等学校を経て、早稲田大学政治経済学部卒業。学習院大学大学院政治学研究科博士後期課程修了（政治学博士）。愛知県立大学、明治学院大学を経て、現職。学習院では田中靖政に師事した。

## 著書

### 単著
- 『変容する日本の社会と投票行動』（木鐸社, 2007年）

### 共著
- （川人貞史・吉野孝・加藤淳子）『現代の政党と選挙』（有斐閣, 2001年）

### 共編著
- （川上和久・丸山直起）『21世紀を読み解く政治学』（日本経済評論社, 2000年）
- （河野勝）『アクセス日本政治論』（日本経済評論社, 2003年）

## 論文
- 「選挙研究における『業績評価・経済状況』の現状と課題」『選挙研究』13号（1998年）
- 「投票参加の社会心理――意思決定プロセスとコスト/ベネフィットのタイポロジー」『明治学院論叢』635号（1999年）
- 「選挙と広報――参加と熟慮のための情報提供を考える」『広報研究』4号（2000年）
- 「社会関係資本と政治参加――団体・グループ加入の効果を中心に」『選挙研究』17号（2002年）
- 「政党支持概念の再検討――社会的アイデンティティ理論によるアプローチ」『学習院大学法学会雑誌』38巻1号（2002年）
- "The Internet and Social Capital in Japan" 『学習院大学法学会雑誌』38巻2号（2003年）
- "Split-ticket Voting under the Mixed Electoral System in Japan" 『選挙学会紀要』2号（2004年）
- 「政治・経済的変動と投票行動――90年代以降の日本における経済投票の変容」『日本政治研究』1巻2号（2004年）
- 「政治的対立軸の認知構造と政党――有権者関係」『レヴァイアサン』35号（2004年）
- 「小泉内閣下の国政選挙における業績評価投票」『年報政治学2005』1号（2005年）